# Руис дель Рио, Эмилио
Эмилио Руис дель Рио (исп. Emilio Ruiz del Río; 11 апреля 1923, Мадрид — 14 сентября 2007, Мадрид) — испанский художник-декоратор и мастер визуальных и спецэффектов для киноиндустрии. Карьера Руиса дель Рио длилась более 60 лет.

## Биография
Эмилио Руис родился в Мадриде, с детства открыл для себя своё призвание, увлёкшись кукольными спектаклями; в это время он обучался в школе при академии изящных искусств Сан-Фернандо. Свою карьеру в киноиндустрии начал в 1940-х на киностудии «Chamartín» в роли рисовальщика, художника-декоратора и форильо (художника-фоновщика). В шестидесятые годы он начал активно работать в Италии, а с восьмидесятых, совместно, с Дино де Лаурентисом — в США, на съёмках американских блокбастеров. Поучаствовав за долгую карьеру в съёмках более чем 450 фильмов, Руис дель Рио с 1990 был номинирован на премию «Гойя» десять раз (причём семь из них — подряд), и выиграл три. Знаменитый мастер скончался в возрасте 84 лет в больнице Сан-Рафаэль в Мадриде из-за дыхательной недостаточности 14 сентября 2007 года.

## Деятельность
Руис дель Рио считался признанным экспертом в области спецэффектов, в частности — рисунков на стекле (Glass Shot) и использования миниатюр и моделей, особенно так называемых миниатюр переднего плана (foreground miniatures) и висячих миниатюр (hanging miniature).
Он был первым, кто использовал тонкий алюминиевый лист для рисования на нём в качестве маски вместо традиционного стекла, а также переместил съёмки сцен с судами из традиционного студийного бассейна в настоящее море, расположив бесстенное судно-макет на фоне реального горизонта благодаря изобретённой им системе отвода жидкости. Дель Рио также являлся специалистом в сокрытии стеклянных рам и опор для съёмки движущихся сцен и в получении плоскостей разных перспектив с использованием одних и тех же моделей, фиксированных или мобильных. Он имитировал массы людей, используя миниатюры человеческих фигур. В последние годы деятельности Эмилио Руис дель Рио использовал совмещение компьютерных технологий и миниатюр.

## Работы
Его первой работой в кино стало участие в фильме режиссёра Флориана Рея «La aldea maldita» (1942). Разработанные дель Рио методы визуальных эффектов определили его участие в более чем 500 фильмах; среди наиболее известных работ — «Спартак» (Стэнли Кубрик, 1960), «Царь царей» (Николас Рэй, 1961), «Клеопатра» (Джозеф Л. Манкевич, 1963), «Падение Римской империи» (Энтони Манн, 1964), «Лоуренс Аравийский» (Дэвид Лин, 1962), «Доктор Живаго» (Дэвид Лин, 1965), «Забавная история, случившаяся по дороге на форум» (Ричард Лестер, 1966), «Паттон» (Франклин Дж. Шаффнер, 1970), «Конан-варвар» (Джон Милиус, 1982), «Дюна» (Дэвид Линч, 1984) и «Лабиринт фавна» (Гильермо дель Торо, 2006). Он также работал вместе Робертом Сиодмаком, Джорджем Кьюкором и Луисом Бунюэлем и множеством других известных режиссёров. Среди фильмов можно упомянуть также «Операция „Чудовище“» (Джилло Понтекорво, 1978) и «55 дней в Пекине». Последними фильмами, над который работал Эмилио Руис дель Рио, стали «Жена анархиста» (2008) и «Воскресный свет», выдвинутый Испанией на премию «Оскар» как лучший фильм на иностранном языке в 2007 году.

### Избранная фильмография
- Проклятая деревня[англ.] (1942)
- Безумие любви[англ.] (1948)
- Мистер Аркадин (1955)
- Последние дни Помпеи (1959)
- Спартак (1960)
- Царь царей (1961)
- Эль Сид (1961)
- Лоуренс Аравийский (1962)
- Восстание семёрки[англ.] (1962)[9]
- Клеопатра (1963)
- 55 дней в Пекине (1963)
- Геркулес, Самсон, Мацист и Урсус: Непобедимые[англ.] (1964)
- Падение Римской империи (1964)
- Доктор Живаго (1965)
- Забавная история, случившаяся по дороге на форум (1966)
- Последний подвиг[англ.] (1967)
- А завтра вас бросит в адское пекло[англ.] (1967)
- Убей их всех и вернись... один[англ.] (1968)
- Паттон (1970)
- Пушка для Кордоба[англ.] (1970)
- Остров сокровищ (1972)
- Путешествия с моей тётей (1972)
- Кольт из луковицы[англ.] (1975)
- Зорро (1975)
- Ветер и лев (1975)
- Путешествие к центру Земли[англ.] (1977)
- Операция «Чудовище» (1978)
- Гуманоид (1979)
- Сверхвуковой человек[англ.] (1979)
- Тайна острова чудовищ (1981)
- Куски[англ.] (1982)
- Конан-варвар (1982)
- Дюна (1984)
- Конан-разрушитель (1984)
- Рыжая Соня (1985)
- Тайпан[англ.] (1986)
- Слизни[англ.] (1988)
- Французская революция (1989)
- Лунный мальчик[англ.] (1989)
- Глубокое погружение (1990)
- Операция «Мутанты» (1992)
- Операция «чистые руки». 2000 лет и полгода назад[англ.] (1994)
- Территория команчей[англ.] (1997)
- Пустыня в огне[англ.] (1997)
- Девушка твоей мечты (1998)
- Никто никого не знает[англ.] (1999)
- Шедевр (2000)
- Хребет дьявола (2001)
- Миротворцы[англ.] (2002)
- Солдаты Саламины[англ.] (2003)
- Лабиринт фавна (2006)
- Воскресный свет[англ.] (2007)
- Жена анархиста[исп.] (2008)

## Награды
За свою карьеру дель Рио получил три награды «Гойя» — национальной кинопремии Испании:
- Операция «Мутанты» (1992)
- Никто никого не знает[англ.] (1999)
- Лабиринт фавна (2007)

## Память
В апреле 2008 года на экраны вышел документальный фильм «El último truco» о творчестве мастера визуальных эффектов, снятый Зигфридом Монлеоном.